# 內謝爾拉姆拉人

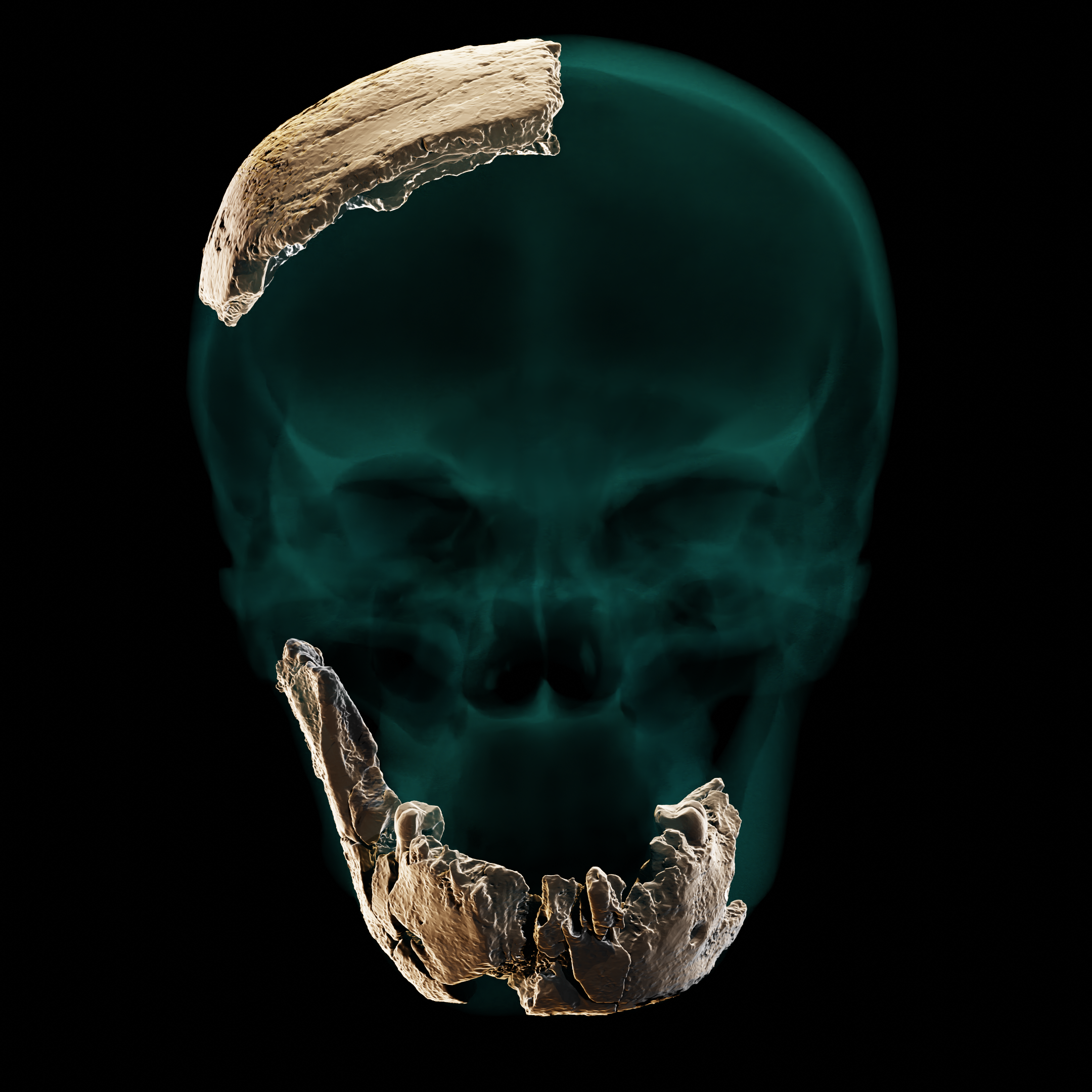
Nesher Ramla Homo fossils- reconstruction of their location in the head

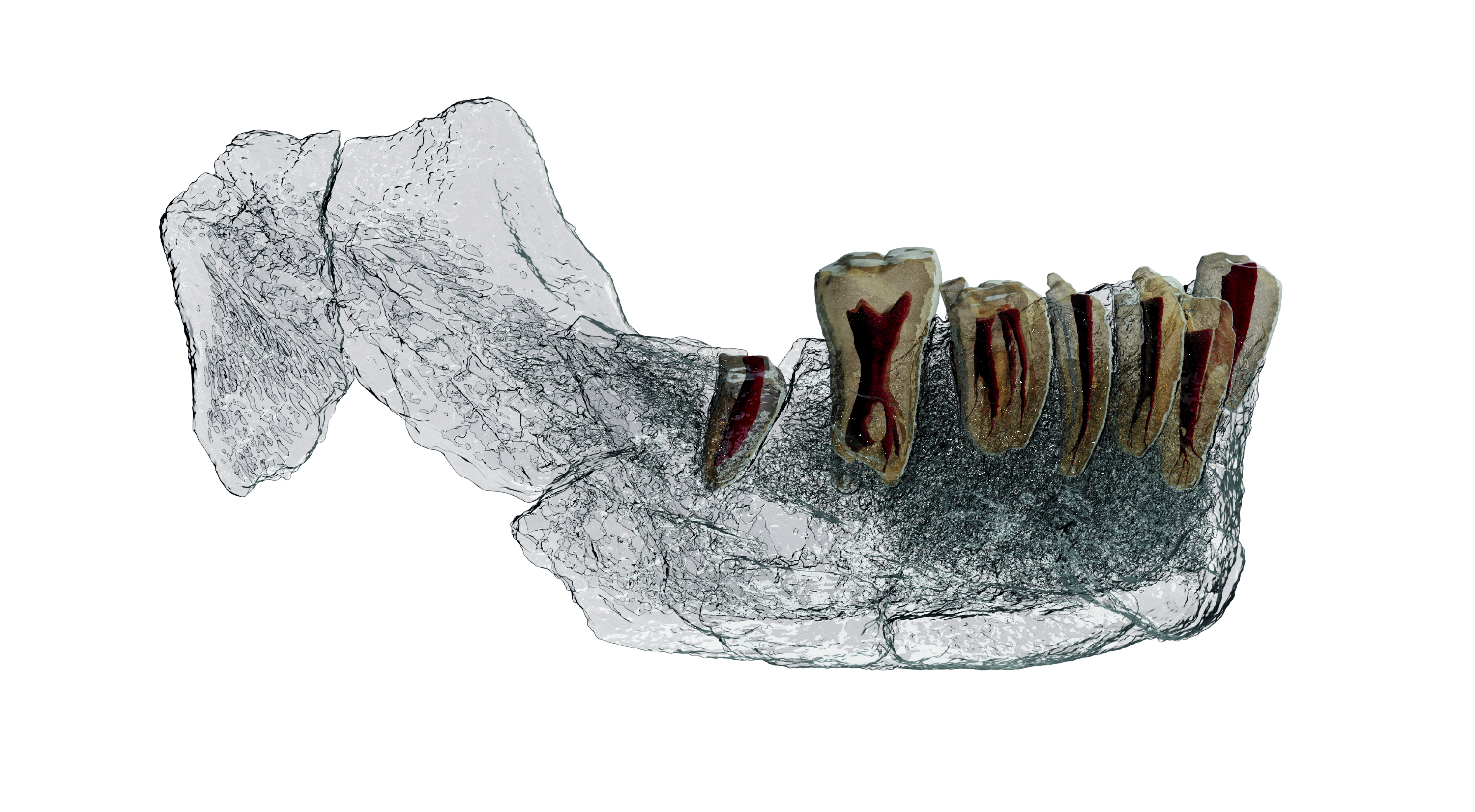
Scan of the mandible (lower jaw) Nesher Ramla 2

內謝爾拉姆拉人(英文：Nesher Ramla Homo)是一種已滅絕的古代人類物種，生活在現代以色列地區的中更新世期間。
2021年，從內謝爾拉姆拉考古遺址的遺骸中發現了第一個內謝爾拉姆拉人。

## 分類學
內謝爾拉姆拉遺址是在附近的水泥廠採石後在岩溶窪地中發現的。2010年至2011年期間，該遺址被挖掘出來，發現了舊石器時代中期的考古沉積物。在挖掘過程中發現了勒瓦婁哇技法和石核等人造石器的證據。
2021年，由以色列古生物學家赫什科維茨領導的挖掘工作發現了五塊顱骨和一個近乎完整的下頜。這些遺骸的年代可追溯到140-120 kya的中更新世。該標本被認為是為尼安德特人和東亞人做出貢獻的種群的最後倖存者之一。哈佛大學的 Philip Rightmire 不同意這一發現，認為頭骨實際上是早期的尼安德特人，並討論了尼安德特人從歐洲遷移的可能性。

## 出土文物
6,000多件石器在含化石的沉積物中出土了。內謝爾拉姆拉人掌握了以前在尼安德特人和智人中已知的石器生產技術，Zaidner將其解釋為內謝爾拉姆拉人和智人人口之間文化互動的證據。